# دورة فيوليمير
دورة فيوليمير هي دورة ثيرموديناميكية وتُستخدم تطبيقاتها في تبريد درجات الحرارة المنخفضة جدًا.
وهي تُشبه دورة ستيرلينغ أو محرك ستيرلينغفي بعض النواحي حيث يُوجد فيها مكبسين من نفس النوع المُستخدم في دورة ستيرلينيغ ويربط بينهما بوصلة ميكانيكية كمثيلتها التي تُوجد في دورة ستيرلينغ.
والمكبس الساخن في دورة فيوليمير يكون أكبر حجمًا من المكبس البارد، والوصلة بينهما تٌبقي علي فرق الطور المناسب كما هو، وفي الدورة المثالية فإنه يمكن إدارة الدورة برغم عدم وجود شغل لكن في الواقع فإن الاحتكاك والمفاقيد الأخرى تعني بأنه يتطلب شغل لكي تعمل الدورة.
الأجهزة التي تعمل بتلك الدورة يمكنها أن توفر درجات حرارة منخفضة مثل 15 كلفن باستخدام نيتروجين سائل لعمل تبريد مبدأي، وتم الوصول لدرجة حرارة 77 كلفن بدون استخدام تبريدة مبدأي باستخدام طاقة مقدارها 1 واط.
تم اختراع الدورة أولًا من قِبل فيلويمير في عام 1918 ومجددًا بواسطة تاكونس في جامعة لايدن عام 1951 وفي مارس 2014 تم اختبار دورة فيوليمير في تطبيقات مع تحديث أنظمة التدفئة والتهوية وتكييف الهواء باستخدام اجراءات الدورة المقترحة بنقل الطاقة الحرارة وتم الحصول علي النتائج بزيادة الكفاءات الناتجة وأيضًا انخفاض في الأثر الكربوني.